# Paraprotaetia nielseni
Paraprotaetia nielseni är en skalbaggsart som beskrevs av Franz Antoine 1996. Paraprotaetia nielseni ingår i släktet Paraprotaetia och familjen Cetoniidae. Inga underarter finns listade i Catalogue of Life.